# Italienischer Fußballskandal 2013
Der italienische Fußballskandal von 2013 war ein Skandal um Spielertransfers, Bilanzfälschung und Kartellbildung, welche verschiedenen Klubs von der italienischen Staatsanwaltschaft vorgeworfen wird. Hintergrund waren Verdächtigungen der Staatsanwaltschaft Neapel gegen mehrere Spielerberater, bei Transfers Steuern hinterzogen und Bilanzen gefälscht zu haben. Ferner wurde auch der Umgang mit Fernseh- und Bildrechten beanstandet.
Ausgangspunkt des Skandals war eine Anfang Oktober 2012 durchgeführte polizeiliche Durchsuchung der Büros der SSC Neapel und des italienischen Fußballverbandes FIGC. Nach Auswertung sichergestellter Dokumente, die Spielertransfers betrafen, führte die Finanzpolizei Razzien bei 41 italienischen Vereinen durch. Betroffen waren unter anderem Juventus Turin, der AC Mailand, Inter Mailand, die AS Rom, Lazio Rom und der AC Florenz. Insgesamt wurden 18 von 20 Klubs aus der Serie A, elf Klubs der Serie B und zwölf Klubs aus den anderen italienischen Ligen untersucht. Auch mehrere ausländische Vereine sollen von den Ermittlungen betroffen gewesen sein.
Die Untersuchungen richteten sich vor allem gegen die Spielerberater Alessandro Moggi und Alejandro Mazzoni, zudem wurde gegen elf weitere Spielervermittler ermittelt. Im Fokus standen vor allem Verträge mit Spielern südamerikanischer Herkunft (z. B. Ezequiel Lavezzi), aber auch die Transfers heimischer Profis wie Antonio Nocerino waren Gegenstand der Ermittlungen. Insgesamt wurden über 50 Verträge beanstandet. Auch die Verträge der Bundesliga-Profis Massimo Oddo und Cristian Molinaro wurden untersucht.